# 모리 도모야
모리 도모야(일본어: 森 友哉, 1995년 8월 8일 ~ )는 일본의 프로 야구 선수이며, 현재 퍼시픽 리그인 오릭스 버펄로스의 소속 선수(포수)이다. 오사카부 사카이시 미나미구 출신이다.

## 인물
5살 때 니와시로다이 빅토리에서 연식 야구를 시작했고 초등학교 6학년 때 오릭스 주니어의 포수 겸 투수로 12구단 주니어 대회에서 우승을 차지했다. 중학교 시절에는 사카이 빅 보이스에 소속했었다. 3학년 때는 봄과 여름 전국 대회, 자이언츠 컵에 출전했으며 준우승을 차지했다. 8월에 NOMO 재팬에 선정되어 미국 원정을 경험했다.
중학교 졸업 후 오사카 도인 고등학교에 진학해 1학년 가을부터 주전 포수를 차지했다. 2학년 때는 후지나미 신타로와 배터리를 맞추어 역대 7번째의 봄·여름 연패를 달성했다. 가을에 열린 제67회 국민 체육 대회에서도 우승(일정 순연으로 센다이 이쿠에이 고등학교와 공동 우승)하면서 마쓰자카 다이스케가 뛰었던 요코하마 고등학교 이후 처음으로 역대 3번째 트리플 크라운을 달성했다.
3학년 때는 주장으로 팀을 봄·여름 고시엔 연속 진출로 이끌어 오사카 부 대표로는 PL가쿠엔(최대 6분기 연속)에 이어 4분기 연속 고시엔에 진출했다. 또한 가을에 열린 제68회 국민 체육 대회에서 우승(대회 규정에 따라 슈토쿠 고등학교와 공동 우승)하면서 2001년 요코하마 고등학교 이후 처음으로 역대 3번째의 국민 체육 대회 연패를 달성했다.
고시엔에 4회 연속 출전해 통산 타율 .473, 홈런은 공동 4위에 타이인 5홈런을 날렸다. 또한 국제 대회인 AAA 세계 야구 선수권 대회에서는 2년차인 제25회 대회와 3년차인 제26회 대회에 연속으로 출전해 2학년 때는 1번 타자로 타율 .323, 1홈런 2타점의 기록을 남기며 베스트 나인을 수상했다. 3학년 때는 3번 타자로 타율 .406, 1홈런 15타점의 기록을 남겼고 2년 연속 베스트 나인과 타점왕을 수상했다. 또한 3학년 때는 일본 대표의 주장으로 팀을 이끌었고 2004년 대회 이후 처음으로 준우승에 공헌했다.
2013년 프로 야구 드래프트 회의에서 사이타마 세이부 라이온스의 1순위 지명을 받았고 11월 28일에 계약금 1억 엔에 플러스 5,000만 엔, 연봉 1,300만 엔에 가계약을 성립시켰다. 등번호는 10번으로 결정되었다.
2013년 11월 16일 JR 오사카 순환선의 신이마미야역에서 선로에 추락한 시각 장애인 70대 남성을 동료인 포수 구메 다케오와 구출하여 JR 서일본으로부터 감사패를 받았다</ref>
2022년 시즌 후 FA를 선언 고향팀 오릭스 버팔로즈와 4년 20억엔에 계약하며 FA이적</ref>
西武ドラ１森お手柄！ホーム転落男性救助 보관됨 2013-12-13 - 웨이백 머신 - 닛칸 스포츠, 2013년 12월 9일</ref>.

## 선수로서의 특징
고교 통산 41홈런과 높은 미트력에 정평이 나 있어 고등학교 넘버원 포수로 선정되었다. 특히 미트력에 관해서는 높은 평가를 받고 있으며 오사카 도인의 니시타니 고이치 감독도 "지금까지 지도해 온 선수 가운데 넘버원"라고 말한 바 있다. 대학생과 사회인 선수를 포함한 야수 중에서도 "최고의 타력"이라고 평가한 언론 보도도 있었다.
또한 50m를 6.2초에 돌파하는 빠른 주력과 원투 100m, 2루 송구가 1.86초로 강한 어깨도 겸비하고 있다.

## 상세 정보

### 출신 학교
- 오사카 도인 고등학교

### 선수 경력
- 사이타마 세이부 라이온스(2014년 ~ 2022년)
- 오릭스 버펄로스(2023년 ~ )

### 수상·타이틀 경력

#### 타이틀
- 수위 타자 : 1회(2019년) ※스즈키 세이야와 함께 헤이세이 시대 태생의 첫 획득

#### 수상
- MVP : 1회(2019년)
- 베스트 나인 : 4회(2018년, 2019년, 2021년, 2023년) ※포수 부문
- 월간 MVP : 1회(2019년 8월) ※야수 부문
- 최우수 배터리상 : 2회
  - 2018년, 투수: 다와타 신사부로
  - 2019년, 투수: 마스다 다쓰시
- 사요나라상 연간 대상 : 1회(2018년)
- 월간 사요나라상 : 2회(2016년 8월, 2018년 3·4월)
- 올스타전 MVP : 2회(2018년 1차전, 2019년 1차전)
- 올스타전 감투 선수상 : 1회(2015년 2차전)

2군
- 이스턴 리그 우수 선수상 : 1회(2014년)
- 팜 월간 MVP : 1회(2014년 6월)

### 개인 기록

#### 첫 기록
- 첫 출장 : 2014년 7월 30일, 대 오릭스 버펄로스 13차전(홋토못토 필드 고베), 8회말에 스미타니 긴지로를 대신하여 포수로서 수비 출장
- 첫 타석·첫 안타 : 상동, 9회초에 사카키바라 료로부터 우월 안타
- 첫 선발 출장 : 2014년 8월 1일, 대 도호쿠 라쿠텐 골든이글스 14차전(라쿠텐 kobo 스타디움 미야기), 7번·포수로서 선발 출장
- 첫 홈런·첫 타점 : 2014년 8월 14일, 대 오릭스 버펄로스 17차전(세이부 돔), 8회말에 대타로 출전하여 사카키바라 료로부터 좌월 솔로 홈런
- 첫 도루 : 2016년 9월 1일, 대 후쿠오카 소프트뱅크 호크스 20차전(세이부 프린스 돔), 2회말에 2루 안착(투수 : 히가시하마 나오, 포수 : 호소카와 도루)

#### 기록 달성 경력
- 통산 100홈런 : 2022년 8월 30일, 대 홋카이도 닛폰햄 파이터스 20차전(베루나 돔), 4회말에 우와사와 나오유키로부터 우월 솔로 홈런 ※역대 306번째[9]
- 통산 1000경기 출장 : 2023년 8월 22일, 대 사이타마 세이부 라이온스 18차전(베루나 돔), 4번·포수로 선발 출장 ※역대 523번째[10]
- 통산 1000안타 : 2023년 9월 10일, 대 지바 롯데 마린스 20차전(ZOZO 마린 스타디움), 1회초에 사사키 로키로부터 좌전 적시 안타 ※역대 316번째[11]

#### 기타
- 전 구단을 상대로 홈런 : 2023년 6월 17일, 대 도쿄 야쿠르트 스왈로스 2차전(메이지 진구 야구장), 1회초에 이시카와 마사노리로부터 우월 솔로 홈런 ※역대 43번째[12]
- 올스타전 출장 : 5회(2015년, 2018년, 2019년, 2021년, 2022년) ※2023년에도 선출됐으나 출전 포기[13]

### 등번호
- 10(2014년 ~ 2022년)
- 4(2023년 ~ )

### 연도별 타격 성적
| 연 도       | 소 속       | 경 기 | 타 석 | 타 수 | 득 점 | 안 타 | 2 루 타 | 3 루 타 | 홈 런 | 루 타 | 타 점 | 도 루 | 도 루 자 | 희 생 번 | 희 생 플 | 볼 넷 | 고 4 | 사 구 | 삼 진 | 병 살 타 | 타 율 | 출 루 율 | 장 타 율 | O P S |
| ----------- | ----------- | ----- | ----- | ----- | ----- | ----- | ------- | ------- | ----- | ----- | ----- | ----- | -------- | -------- | -------- | ----- | ---- | ----- | ----- | -------- | ----- | -------- | -------- | ----- |
| 2014년      | 세이부      | 41    | 92    | 80    | 14    | 22    | 6       | 0       | 6     | 46    | 15    | 0     | 0        | 0        | 0        | 12    | 0    | 0     | 22    | 1        | .275  | .370     | .575     | .945  |
| 2015년      | 세이부      | 138   | 531   | 474   | 51    | 136   | 33      | 1       | 17    | 222   | 68    | 0     | 4        | 0        | 3        | 44    | 3    | 9     | 143   | 5        | .287  | .357     | .468     | .825  |
| 2016년      | 세이부      | 107   | 392   | 349   | 43    | 102   | 20      | 0       | 10    | 152   | 46    | 1     | 1        | 0        | 1        | 42    | 0    | 0     | 96    | 3        | .292  | .367     | .436     | .803  |
| 2017년      | 세이부      | 38    | 145   | 124   | 16    | 42    | 8       | 3       | 2     | 62    | 18    | 3     | 1        | 0        | 0        | 21    | 0    | 0     | 24    | 4        | .339  | .434     | .500     | .934  |
| 2018년      | 세이부      | 136   | 552   | 473   | 67    | 130   | 34      | 2       | 16    | 216   | 80    | 7     | 2        | 0        | 7        | 70    | 2    | 2     | 105   | 3        | .275  | .366     | .457     | .823  |
| 2019년      | 세이부      | 135   | 573   | 492   | 96    | 162   | 34      | 2       | 23    | 269   | 105   | 3     | 2        | 1        | 6        | 72    | 3    | 2     | 89    | 9        | .329  | .413     | .547     | .959  |
| 2020년      | 세이부      | 104   | 405   | 358   | 46    | 90    | 15      | 2       | 9     | 136   | 38    | 4     | 2        | 2        | 4        | 38    | 0    | 3     | 67    | 7        | .251  | .325     | .380     | .705  |
| 2021년      | 세이부      | 125   | 520   | 431   | 70    | 133   | 32      | 2       | 11    | 202   | 41    | 5     | 2        | 1        | 3        | 79    | 3    | 6     | 65    | 4        | .309  | .420     | .469     | .889  |
| 2022년      | 세이부      | 102   | 412   | 366   | 45    | 92    | 21      | 3       | 8     | 143   | 38    | 2     | 1        | 3        | 1        | 41    | 0    | 1     | 66    | 11       | .251  | .328     | .391     | .718  |
| 2023년      | 오릭스      | 110   | 453   | 384   | 49    | 113   | 24      | 2       | 18    | 195   | 64    | 4     | 1        | 1        | 7        | 54    | 4    | 7     | 61    | 9        | .294  | .385     | .508     | .893  |
| 통산 : 10년 | 통산 : 10년 | 1036  | 4075  | 3531  | 497   | 1022  | 227     | 17      | 120   | 1643  | 513   | 29    | 16       | 8        | 32       | 473   | 15   | 30    | 738   | 56       | .289  | .375     | .465     | .840  |

- 2023년 시즌 종료 기준.
- 굵은 글씨는 시즌 최고 성적.

### 연도별 타격 성적 소속 리그내에서의 순위
| 연 도 | 연 령 | 리 그       | 타 율 | 안 타 | 2 루 타 | 3 루 타 | 홈 런 | 타 점 | 도 루 | 출 루 율 |
| ----- | ----- | ----------- | ----- | ----- | ------- | ------- | ----- | ----- | ----- | -------- |
| 2014  | 19    | 퍼시픽 리그 | -     | -     | -       | -       | -     | -     | -     | -        |
| 2015  | 20    | 퍼시픽 리그 | 8위   | -     | 4위     | -       | 9위   | -     | -     | -        |
| 2016  | 21    | 퍼시픽 리그 | -     | -     | -       | -       | -     | -     | -     | -        |
| 2017  | 22    | 퍼시픽 리그 | -     | -     | -       | -       | -     | -     | -     | -        |
| 2018  | 23    | 퍼시픽 리그 | -     | -     | 3위     | -       | -     | 9위   | -     | -        |
| 2019  | 24    | 퍼시픽 리그 | 1위   | 3위   | 2위     | -       | -     | 3위   | -     | 3위      |
| 2020  | 25    | 퍼시픽 리그 | -     | -     | -       | -       | -     | -     | -     | -        |
| 2021  | 26    | 퍼시픽 리그 | 2위   | 7위   | 6위     | -       | -     | -     | -     | 2위      |
| 2022  | 27    | 퍼시픽 리그 | -     | -     | -       | -       | -     | -     | -     | -        |
| 2023  | 28    | 퍼시픽 리그 | 4위   | -     | 6위     | -       | 6위   | 7위   | -     | 2위      |

- ‘-’는 10위 미만(타율은 규정 타석에 도달하지 않은 경우에도 ‘-’로 표기)

### 연도별 수비 성적
포수 수비
| 연도 | 소속   | 포수  | 포수  | 포수  | 포수  | 포수  | 포수     | 포수  | 포수      | 포수      | 포수     | 포수     |
| 연도 | 소속   | 경 기 | 척 살 | 보 살 | 실 책 | 병 살 | 수 비 율 | 포 일 | 도루 시도 | 도루 허용 | 도 루 자 | 저 지 율 |
| ---- | ------ | ----- | ----- | ----- | ----- | ----- | -------- | ----- | --------- | --------- | -------- | -------- |
| 2014 | 세이부 | 24    | 101   | 17    | 1     | 2     | .992     | 3     | 18        | 13        | 5        | .278     |
| 2016 | 세이부 | 26    | 150   | 23    | 3     | 5     | .983     | 1     | 25        | 16        | 9        | .360     |
| 2017 | 세이부 | 12    | 51    | 5     | 1     | 0     | .982     | 1     | 9         | 7         | 2        | .222     |
| 2018 | 세이부 | 81    | 492   | 72    | 5     | 4     | .991     | 5     | 51        | 32        | 19       | .373     |
| 2019 | 세이부 | 128   | 782   | 89    | 9     | 7     | .990     | 12    | 106       | 76        | 30       | .283     |
| 2020 | 세이부 | 98    | 578   | 79    | 7     | 11    | .989     | 7     | 93        | 64        | 29       | .312     |
| 2021 | 세이부 | 120   | 788   | 79    | 6     | 9     | .993     | 3     | 84        | 61        | 23       | .274     |
| 2022 | 세이부 | 83    | 554   | 81    | 6     | 12    | .991     | 2     | 64        | 43        | 21       | .328     |
| 2023 | 오릭스 | 57    | 444   | 59    | 0     | 7     | 1.000    | 0     |           |           |          |          |
| 통산 | 통산   | 546   | 3386  | 423   | 32    | 45    | .992     | 32    |           |           |          |          |

외야 수비
| 연도 | 소속   | 외야  | 외야  | 외야  | 외야  | 외야  | 외야     |
| 연도 | 소속   | 경 기 | 척 살 | 보 살 | 실 책 | 병 살 | 수 비 율 |
| ---- | ------ | ----- | ----- | ----- | ----- | ----- | -------- |
| 2015 | 세이부 | 23    | 28    | 2     | 1     | 0     | .968     |
| 2016 | 세이부 | 49    | 69    | 0     | 3     | 0     | .958     |
| 2023 | 오릭스 | 6     | 7     | 0     | 0     | 0     | 1.000    |
| 통산 | 통산   | 78    | 104   | 2     | 4     | 0     | .964     |

- 2023년 시즌 종료 기준.[주 1]
- 굵은 글씨는 시즌 최고 성적.

### 주해
1. ↑  2021년 이후 포수 성적의 도루 시도, 도루 허용, 도루자, 저지율에 대해서는 참고 문헌 참조

### 출전
1. ↑  “西武 - 契約更改 - プロ野球”. 닛칸 스포츠. 2021년 12월 3일에 확인함.
2. ↑  泉北出身球児が決勝戦で大活躍／選抜高校野球 - 커뮤니티 2525, 2012년 4월 26일 게재
3. ↑  【西武】ドラ１森は「10」新人背番号発表 보관됨 2013-12-15 - 웨이백 머신 - 닛칸 스포츠, 2013년 12월 12일
4. ↑  西武ドラ１・森友哉がお手柄　「体が反応」線路転落男性を救助 - 스포츠 닛폰, 2013년 12월 9일
5. ↑  12球団1位指名選手一覧／略歴付き 보관됨 2013-11-27 - 웨이백 머신 - 닛칸 스포츠, 2013년 10월 24일
6. ↑  ドラフト:西武1位の森「1年目から正捕手 長く野球を」 보관됨 2013-10-29 - 웨이백 머신 - 마이니치 신문, 2013년 10월 24일
7. ↑  大阪桐蔭・森友哉は西武が１位単独指名 - 데일리 스포츠, 2013년 10월 24일
8. ↑  第65回 小関順二の甲子園総括コラム（野手編）攻守に光った2人の強肩捕手！高校野球ドットコム 보관됨 2013-10-29 - 웨이백 머신 - 2013년 8월 27일
9. ↑  “西武　森友哉が通算１００号本塁打！　「手応えは完璧」　勝ち越し６号ソロで大台到達”. 데일리 스포츠. 2022년 8월 30일. 2022년 8월 30일에 확인함.
10. ↑  “オリックス・森友哉が史上５２３人目の通算１０００試合出場”. 《산케이 스포츠》. 2023년 8월 22일. 2023년 8월 22일에 확인함.
11. ↑  “【オリックス】森友哉、通算1000安打！佐々木朗希の160キロ捉え“捕手”史上２位年少記録”. 《닛칸 스포츠》. 2023년 9월 10일. 2023년 9월 10일에 확인함.
12. ↑  “オリックス　森友哉が全球団本塁打達成！４３人目の快挙　石川から先制弾で今季１０号”. 《데일리 스포츠》. 2023년 6월 17일. 2023년 6월 17일에 확인함.
13. ↑  “オリックス・森友哉が球宴辞退　左脚を負傷「とても残念」…代替選手には若月”. 《Full-Count》. 2023년 7월 11일. 2023년 7월 11일에 확인함.

## 참고 문헌
- 베이스볼 매거진사, 편집. (2021). 《ベースボール・レコード・ブック》. 2022日本プロ野球記録年鑑. 베이스볼 매거진사. ISBN 978-4-583-11429-3. 296페이지 참조.
- 베이스볼 매거진사, 편집. (2022). 《ベースボール・レコード・ブック》. 2023日本プロ野球記録年鑑. 베이스볼 매거진사. ISBN 978-4-583-11546-7. 52페이지 참조.